# Vụ tấn công bằng dao ở Turku 2017
Vào ngày 18 tháng 8 năm 2017, vào khoảng 16 giờ giờ địa phương (UTC + 3), mười người bị đâm ở trung tâm Turku, Tây Nam Phần Lan. Cảnh sát được thông báo lúc16:02 và lúc 16:05 nghi can người Marốc, một người đang xin tị nạn, đã bị bắt giam. Hai người đã chết trong vụ tấn công. Cảnh sát đang điều tra vụ án như là một hành động khủng bố. Sự kiện này được coi là đáng kể với tư cách cuộc tấn công bị nghi ngờ là khủng bố đầu tiên ở Phần Lan kể từ khi Thế chiến II kết thúc.

## Bối cảnh
Phần Lan đã được coi là một trong những nước hòa bình nhất ở châu Âu về bạo lực chính trị và khủng bố. Phần Lan đã không gặp phải các cuộc tấn công khủng bố và chỉ phải đối mặt với một số lượng lớn bạo lực chính trị kể từ khi kết thúc Thế chiến II [3]. Vào ngày 14 tháng 6 năm 2017, Cơ quan Tình báo An ninh Phần Lan (Supo) đánh giá mối đe dọa khủng bố tổng thể là cấp hai ("nâng cao") trên hệ thống bốn cấp. Theo Supo, mối đe dọa khủng bố quan trọng nhất ở Phần Lan vào thời điểm đó là do các cá nhân hoặc các nhóm nhỏ gây ra bởi các tuyên truyền Hồi giáo cực đoan hoặc các tổ chức khủng bố khuyến khích họ.

## Vụ tấn công

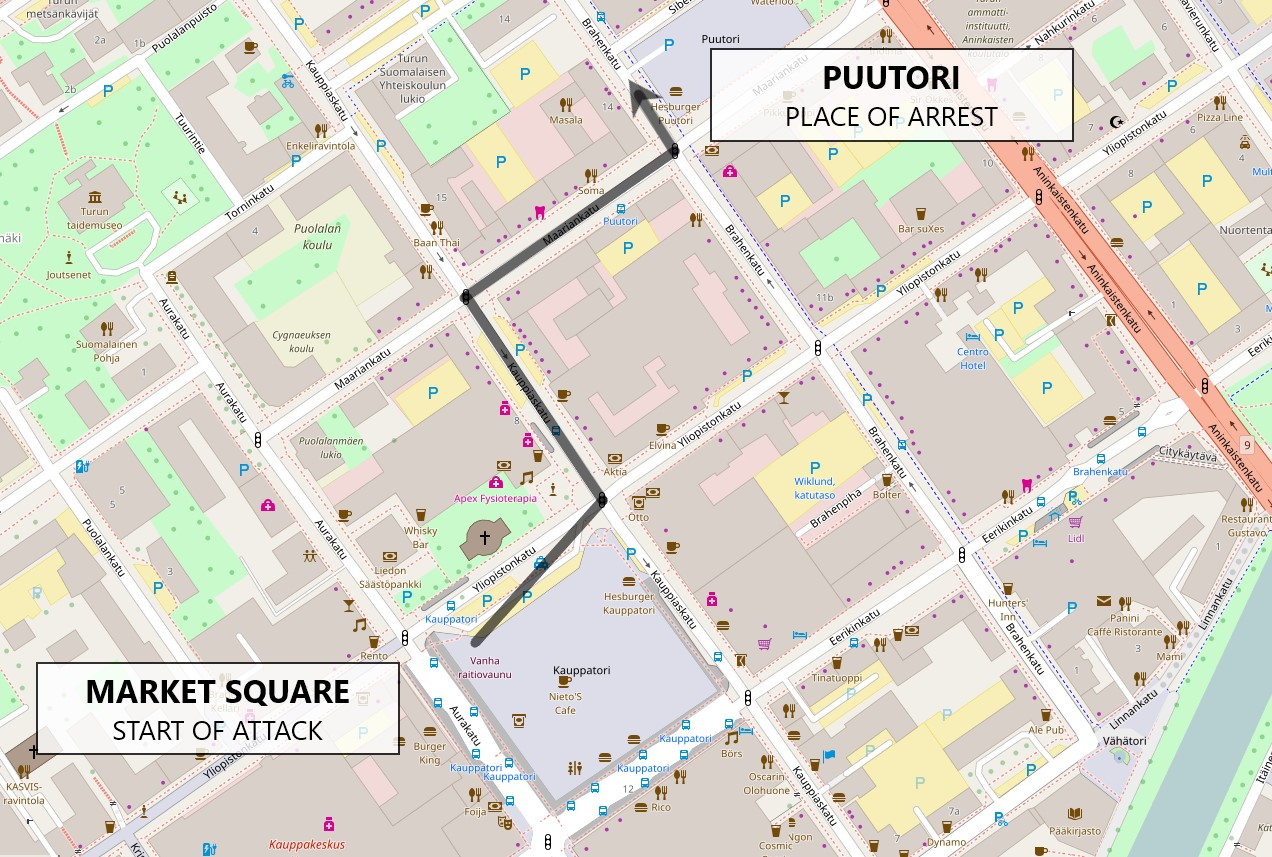
Bản đồ tuyến tấn công

Vào ngày 18 tháng 8 năm 2017, vào lúc 16:02 giờ địa phương, một kẻ tấn công đã đâm vào người một số người tại Quảng trường Chợ ở trung tâm Turku, Phần Lan. Kẻ tấn công sau đó đã đâm thêm vài người trong khi chạy về phía Puutori. Những người xung quanh đã can thiệp vào các cuộc tấn công và đuổi theo kẻ tấn công trong khi đồng thời cảnh báo người khác bằng cách hét lên.
Khi cảnh sát đối mặt với kẻ tấn công trên phố Brahenkatu gần Puutori, anh ta phớt lờ lệnh của cảnh sát và đã bị đấm vào chân lúc 16:05. Kẻ tấn công đã được cấp cứu và bị bắt giam.

## Thương vong
Ít nhất có hai người chết vì vụ tấn công: một người tại hiện trường vụ việc, và một người khác ở bệnh viện. Tám nạn nhân đã bị thương nhưng không chết, trong đó có ít nhất ba người bị thương nặng. Một trong số các nạn nhân dưới 18 tuổi, những người khác là người lớn. Nạn nhân có tám phụ nữ và hai nam giới. Theo cảnh sát, kẻ tấn công cố tình chọn phụ nữ làm nạn nhân, trong khi các nạn nhân nam giới bị thương trong khi cố gắng giúp đỡ các nạn nhân khác hoặc ngăn chặn kẻ tấn công. Một trong những người bị thương là người Anh, một người Ý và một người Thụy Điển; Cả hai trường hợp tử vong là phụ nữ Phần Lan. Theo báo cáo của các phương tiện truyền thông Thụy Điển, một người Anh, một nhân viên y tế, bị thương 4 lần khi cố giúp đỡ người khác.